# Гундерло
Гундерло (нід. Hoenderloo) — село в нідерландській провінції Гелдерланд. Входить до муніципалітету Апелдорн. Територія незначної частини села роташована в межах муніципалітету Еде.

## Галерея

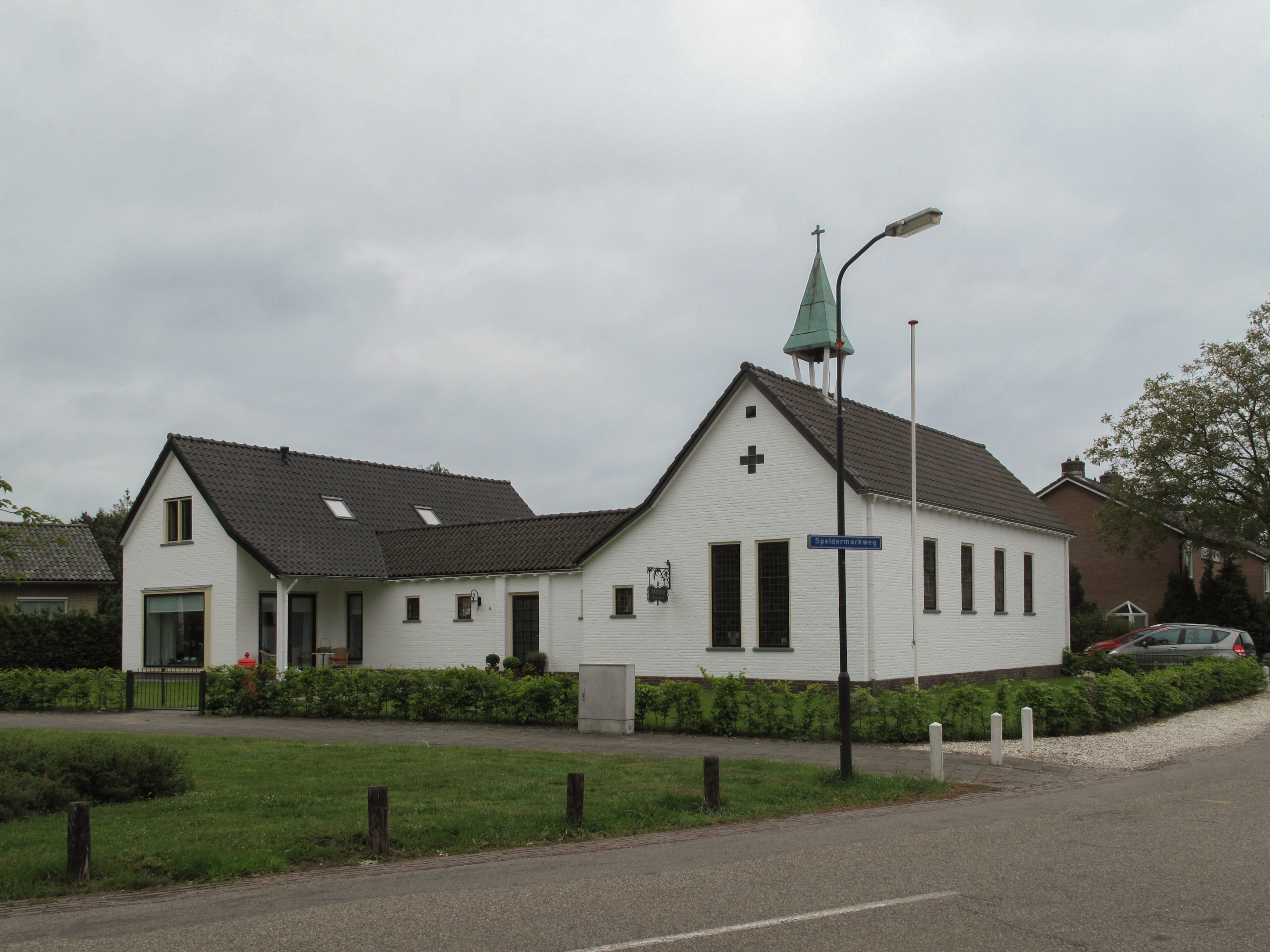
Колишня церква,
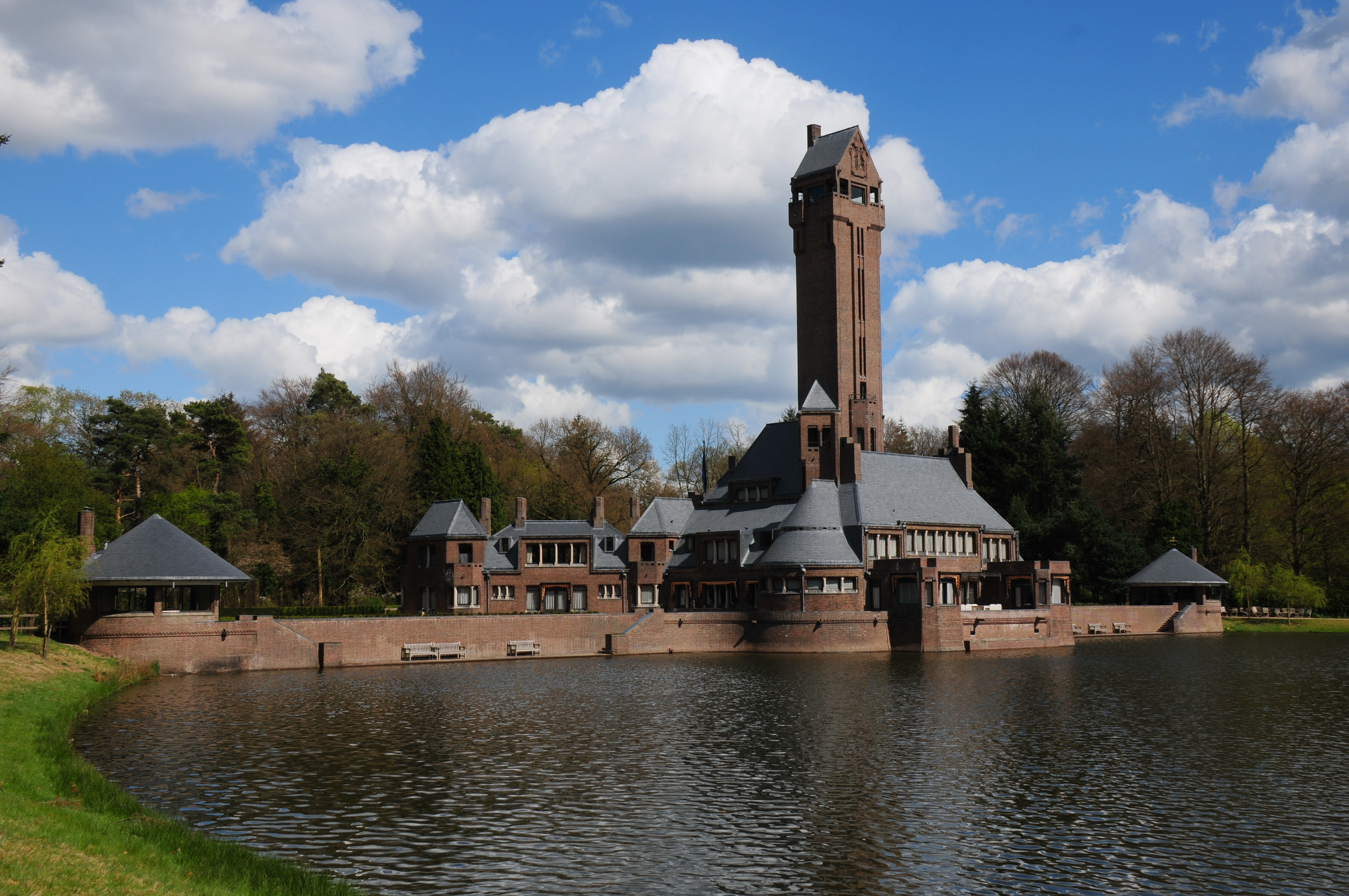
Замок Губертус
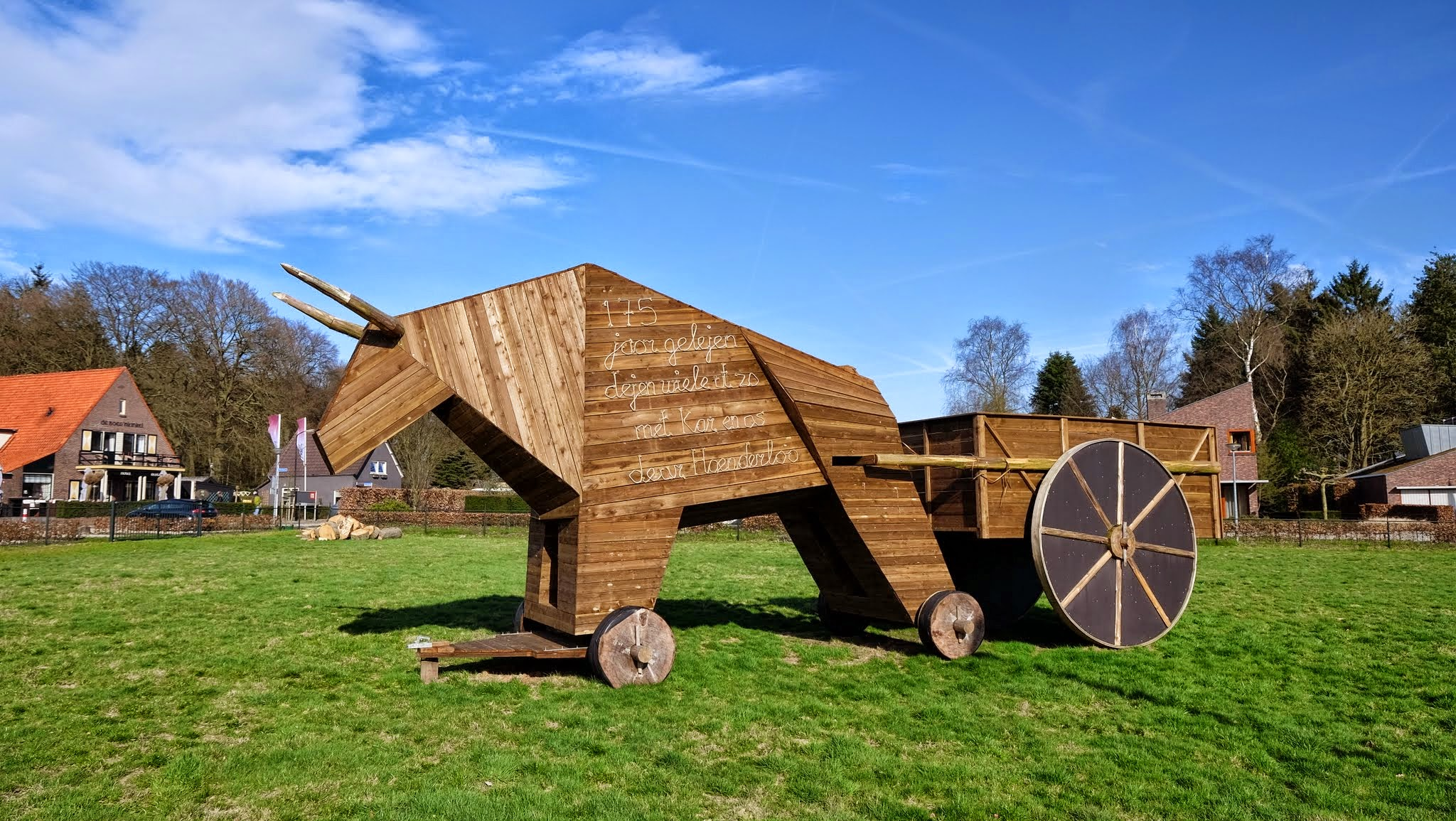
Скульптура Троянський бик
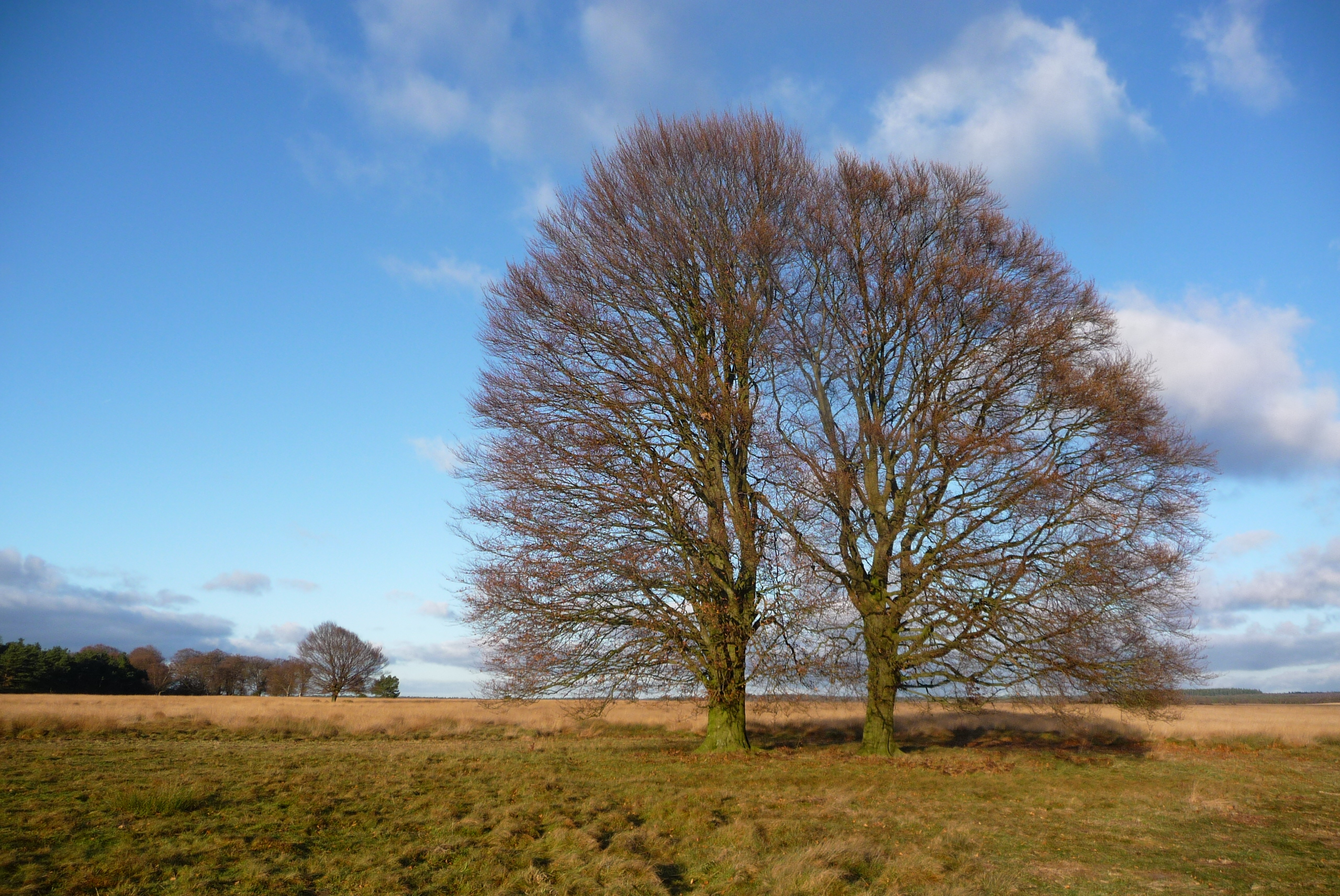
Парк